# 舒家坝乡
舒家坝乡是中国陕西省汉中市宁强县下辖的一个乡。

## 行政区划
舒家坝乡下辖以下行政区：
山金寺村、黄家梁村、宝珠观村、陈家坝村、文家河村、桃树沟村、塘子盖村、舒家坝村、松树沟村、茅坪里村、郑家坝村